# 馬里奧·迪亞斯-巴拉特
馬里奧·迪亞斯-巴拉特（西班牙語：Mario Díaz-Balart；1961年9月25日—）是一位美国共和黨籍政治人物，他是林肯·迪亞斯-巴拉特的弟弟。巴拉特在1988年當選佛羅里達州眾議員，1992年當選佛羅里達州參議員。馬里奧從2003年開始擔任邁阿密地區的國會議員。自2013年開始，他是佛羅里達州第25選舉區選出的美國眾議院議員。